# Clássico Mundial de Beisebol
O Clássico Mundial de Beisebol, oficialmente chamado de World Baseball Classic, abreviado WBC ou somente como Classic ou Clássico, é o principal torneio internacional de beisebol entre seleções, considerado por muitos a "Copa do Mundo do Beisebol" mesmo antes de seu reconhecimento de seu titulo como titulo mundial 
Foi realizado pela primeira vez em 2006 e considerado titulo maior de seleções a partir de 2013. É sancionado pela WBSC e organizado pela Major League Baseball, em conjunto com a MLBPA e outras ligas profissionais e suas associações de jogadores ao redor do mundo. A partir da segunda edição, em 2009, o certame passa a ocorrer a cada quatro anos. O torneio é um dos eventos de esportes mais vistos do mundo.
O WBC é a primeira competição internacional de beisebol entre seleções a contar com jogadores profissionais das grandes ligas dos Estados Unidos; os Jogos Olímpicos normalmente apresentam jogadores universitários e de ligas menores pois conflitam com as temporadas, e a Copa do Mundo historicamente não tem jogadores de ligas maiores. Além de fornecer um formato para os melhores jogadores de beisebol do mundo competirem uns contra os outros representando seus países natais, o Clássico foi criado para promover o jogo mundo afora.

## História
O torneio foi anunciado em maio de 2005. A Major League Baseball (MLB) vinha tentando criar tal competição há pelo menos dois anos; as negociações com a MLBPA — o sindicato dos jogadores — e os proprietários dos clubes retiveram o plano. Os proprietários estavam preocupados que seus principais jogadores se machucassem em um jogo profissional antes do começo da temporada. Isso também foi uma preocupação do sindicato, mas a sua principal objeção foi com o teste antidoping: a MLB queria os rígidos padrões olímpicos, enquanto a união queria os padrões atuais da liga. Enfim, um acordo foi acertado em segurar o contrato dos jogadores e um teste antidoping padrão. Ademais, as equipes não poderiam impedir seus jogadores de participarem da competição.
Similarmente, a Nippon Professional Baseball (NPB) e a associação dos seus jogadores tiveram uma discordância sobre a participação no torneio. Enquanto os proprietários, inicialmente, aceitaram o convite, o sindicato dos jogadores estava preocupado com o período do ano em que o certame aconteceria, bem como o seu direito a ser melhor representado na próxima edição em 2009. Após quatro meses de negociações, a NPB notificou oficialmente a MLB de que aceitavam o convite em 16 de setembro de 2005.
Atualmente, o Sindicato dos jogadores das duas ligas (MLB e NPB) são fortemente e verbalmente a favor do torneio, com a MLBPA frequentemente ajudando na organização e promoção do torneio. Qualificações e teste olímpico antidoping foram passados a serem utilizados a partir de 2012 como parte de um acordo para que o torneio tivesse reconhecimento como titulo mundial.

## Regras
Um arremessador não pode lançar até que
1. um mínimo de três dias tenham se passado desde sua última atuação, se ele lançou 50 ou mais arremessos nela.
2. um mínimo de um dia tenha se passado desde sua última atuação, se ele lançou 30 ou mais arremessos nela;
3. um mínimo de um dia tenha se passado desde qualquer segundo dia consecutivo no qual ele atuou;

Um arremessador não pode lançar mais de
1. 70 arremessos por jogo na primeira fase.
2. 85 arremessos por jogo na segunda fase.
3. 100 arremessos por jogo na fase final.

- Caso o arremessador atinga o limite durante uma aparição na plate, ele pode terminar de enfrentar o rebatedor, mas deve sair após isso.

Um jogo será encerrado (“regra de misericórdia”) caso uma equipe lidere por
1. 10 ou mais corridas após sete entradas;
2. 15 ou mais corridas após cinco entradas;

A regra do rebatedor designado se aplica para todos os jogos.

## Resultados
| Ano           | Local da decisão |                      | Final          | Final         | Final          |                      | Semifinalistas | Semifinalistas |  | Número de times |
| Ano           | Local da decisão | Campeão              | Placar         | Vice          | 3º lugar       | 4º lugar             |                |                |  | Número de times |
| 2006 Detalhes | San Diego        | Japão                | 10-6           | Cuba          | Coreia do Sul  | República Dominicana | 16             |                |  |                 |
| 2009 Detalhes | Los Angeles      | Japão                | 5-3            | Coreia do Sul | Venezuela      | Estados Unidos       | 16             |                |  |                 |
| 2013 Detalhes | San Francisco    | República Dominicana | 3-0            | Porto Rico    | Japão          | Países Baixos        | 16             |                |  |                 |
| 2017 Detalhes | Los Angeles      |                      | Estados Unidos | 8-0           | Porto Rico     |                      | Japão          | Países Baixos  |  | 16              |
| 2023          | Miami            |                      | Japão          | 3-2           | Estados Unidos |                      | México         | Cuba           |  | 20              |
| 2026          |                  |                      |                |               |                |                      |                |                |  |                 |

| Rank | País                 | Ouro | Prata | Bronze | Quarto Lugar | Total |
| ---- | -------------------- | ---- | ----- | ------ | ------------ | ----- |
| 1    | Japão                | 3    | 0     | 2      | 0            | 5     |
| 2    | Estados Unidos       | 1    | 1     | 0      | 1            | 3     |
| 3    | República Dominicana | 1    | 0     | 0      | 1            | 2     |
| 4    | Porto Rico           | 0    | 2     | 0      | 0            | 2     |
| 5    | Coreia do Sul        | 0    | 1     | 1      | 0            | 2     |
| 6    | Cuba                 | 0    | 1     | 0      | 1            | 2     |
| 7    | Venezuela            | 0    | 0     | 1      | 0            | 1     |
| 8    | México               | 0    | 0     | 1      | 0            | 1     |
| 9    | Países Baixos        | 0    | 0     | 0      | 2            | 2     |